# Gmina Štrigova
Gmina Štrigova (chorw. Općina Štrigova) – gmina w Chorwacji, w żupanii medzimurskiej. W 2011 roku liczyła  2766 mieszkańców.